# Sverre Erixson
Sverre Leonard Erixson, född 15 november 1932 i Stockholm, är en svensk målare. 
Han är son till Sven Erixson och Ingeborg Erixson. Erixson studerade vid Gerlesborgsskolan och Konstakademin i Stockholm. Bland hans offentliga arbeten märks en utsmyckning för gamla Stadshuset i Kiruna. Erixson är representerad vid Östergötlands museum och Hallands museum.